# Benjamin Ball
Sir Benjamin „Ben“ Ball, KBE, CB (* 6. September 1912; † 24. Januar 1977) war ein britischer Offizier der Royal Air Force, der zuletzt als Generalmajor (Air Vice Marshal) zwischen 1966 und 1969 letzter Kommandierender General AOC-in-C (Air Officer Commanding in Chief) des Fernmeldekommandos der Luftstreitkräfte (RAF Signals Command) war.

## Leben

### Offiziersausbildung, Zweiter Weltkrieg und Stabsoffizier
Benjamin Ball besuchte zwischen 1933 und 1934 die Pilotenschule der De Havilland Aircraft Company und trat im Anschluss am 29. März 1934 als Berufssoldat (Permanent Commission) mit dem Dienstgrad eines Leutnants (Pilot Officer), der ihm rückwirkend zum 29. März 1933 verliehen wurde, in die Royal Air Force (RAF) ein. Ab dem 2. März 1935 besuchte er einen Lehrgang für Flugbootpiloten auf dem Militärflughafen RAF Calshot, wo er am 29. März 1935 zum Oberleutnant (Flying Officer) befördert wurde. Nach Abschluss des Lehrgangs wurde er am 30. Dezember 1935 als Pilot zur No. 209 Squadron RAF versetzt und erhielt dort am 29. März 1937 seine Beförderung zum Hauptmann (Flight Lieutenant). Danach besuchte er ab dem 26. April 1937 einen Fernmeldetruppenlehrgang an der Electrical and Wireless School und wurde nach deren Abschluss am 23. Juli 1938 Fernmeldeoffizier auf dem Luftwaffenstützpunkt RAF Bircham Newton.
Nach seiner Beförderung zum Major (Squadron Leader) am 1. April 1939 wurde Ben Ball am 24. April 1939 Fernmeldeoffizier im Hauptquartier des Reservekommandos. Während des Zweiten Weltkrieges war er zwischen 1940 und 1942 Leitender Fernmeldeoffizier des No. 1 Training Command der Royal Canadian Air Force (RCAF), der Luftstreitkräfte Kanadas, sowie von 1942 bis zum 6. Juli 1943 Leitender Fernmeldeoffizier des No. 2 Training Command der RCAF. Während dieser Zeit wurde ihm am 1. Januar 1943 das Offizierskreuz des Order of the British Empire (OBE) verliehen und am 6. Juli 1943 als Stabsoffizier für Operationen (Group Captain Operations) zur No. 26 Group RAF versetzt. Für seine Verdienste im Zweiten Weltkrieg wurde er am 1. Januar 1946 zum Commander des Order of the British Empire (CBE) ernannt und außerdem im Kriegsbericht erwähnt (Mentioned in dispatches).
Ball besuchte 1946 das Royal Air Force Staff College Bracknell und war am 28. Oktober 1946 als Leitender Fernmeldeoffizier zum Bomberkommando (RAF Bomber Command) nach High Wycombe versetzt, wo er am 1. Juli 1947 zum Oberstleutnant (Wing Commander) befördert wurde. Am 14. Juni 1948 wurde er Leiter der Fernmeldeabteilung im Luftwaffenstab der Gemeinsamen Militärvertretung BJSM (British Joint Services Mission) in Washington, D.C., wo am 1. Januar 1949 seine Beförderung zum Oberst (Group Captain) erfolgte. Nach seiner Rückkehr wurde er 1951 zunächst Kommandant (Commanding Officer) des Militärflughafens RAF Debden sowie 1953 stellvertretender Leiter der Abteilung für operative Anforderungen im Luftwaffenministerium (Air Ministry).

### Aufstieg zum Air Vice Marshal und Kommandeur des RAF Signals Command
Anschließend übernahm Benjamin Ball am 10. Dezember 1956 den Posten als Kommandeur der Fernmeldetruppen (Command Signals Officer) des RAF Bomber Command und erhielt dort am 1. Januar 1959 seine Beförderung zum Brigadegeneral (Air Commodore). 1960 wechselte er als stellvertretender Leiter der Fernmeldeabteilung zum Obersten Hauptquartier der Alliierten Streitkräfte der NATO in Europa SHAPE (Supreme Headquarters Allied Powers Europe) und wurde als solcher am 1. Januar 1963 auch Companion des Order of the Bath (CB).
Anschließend wurde Ben Ball am 27. Juli 1963 Leitender Luftwaffenstabsoffizer SASO (Senior Air Staff Officer) im Hauptquartier des Taktischen Ausbildungskommandos (RAF Technical Training Command). Zuletzt wurde er als Generalmajor (Air Vice Marshal) am 7. Mai 1966 Nachfolger von Air Vice Marshal Thomas Shirley Kommandierender General AOC-in-C (Air Officer Commanding in Chief) des Fernmeldekommandos der Luftstreitkräfte (RAF Signals Command). Er wurde am 1. Januar 1969 zum Knight Commander des Order of British Empire (KBE) geschlagen und führte seither den Namenszusatz „Sir“. Am 1. Januar 1969 kam es zur Auflösung des eigenständigen RAF Signals Command, das als No. 90 (Signals) Group dem Luftangriffskommando (RAF Strike Command) untergeordnet wurde. Ball schied daraufhin am 29. Januar 1969 aus dem aktiven Militärdienst und trat in den Ruhestand.

## Weblink
- Air Vice-Marshal Sir Benjamin Ball (rafweb.org)